# HEC Paris
HEC Paris je velika francoska poslovna šola, ustanovljena leta 1881.
Nahaja se v Jouy-en-Josasu blizu Pariza in se redno uvršča med najboljše evropske poslovne šole.

## Znani diplomanti
- François Hollande, francoski politik